# Encarsia pura
Encarsia pura är en stekelart som beskrevs av Hayat 1989. Encarsia pura ingår i släktet Encarsia och familjen växtlussteklar. Inga underarter finns listade i Catalogue of Life.